# 茨城県道194号宍倉玉里線

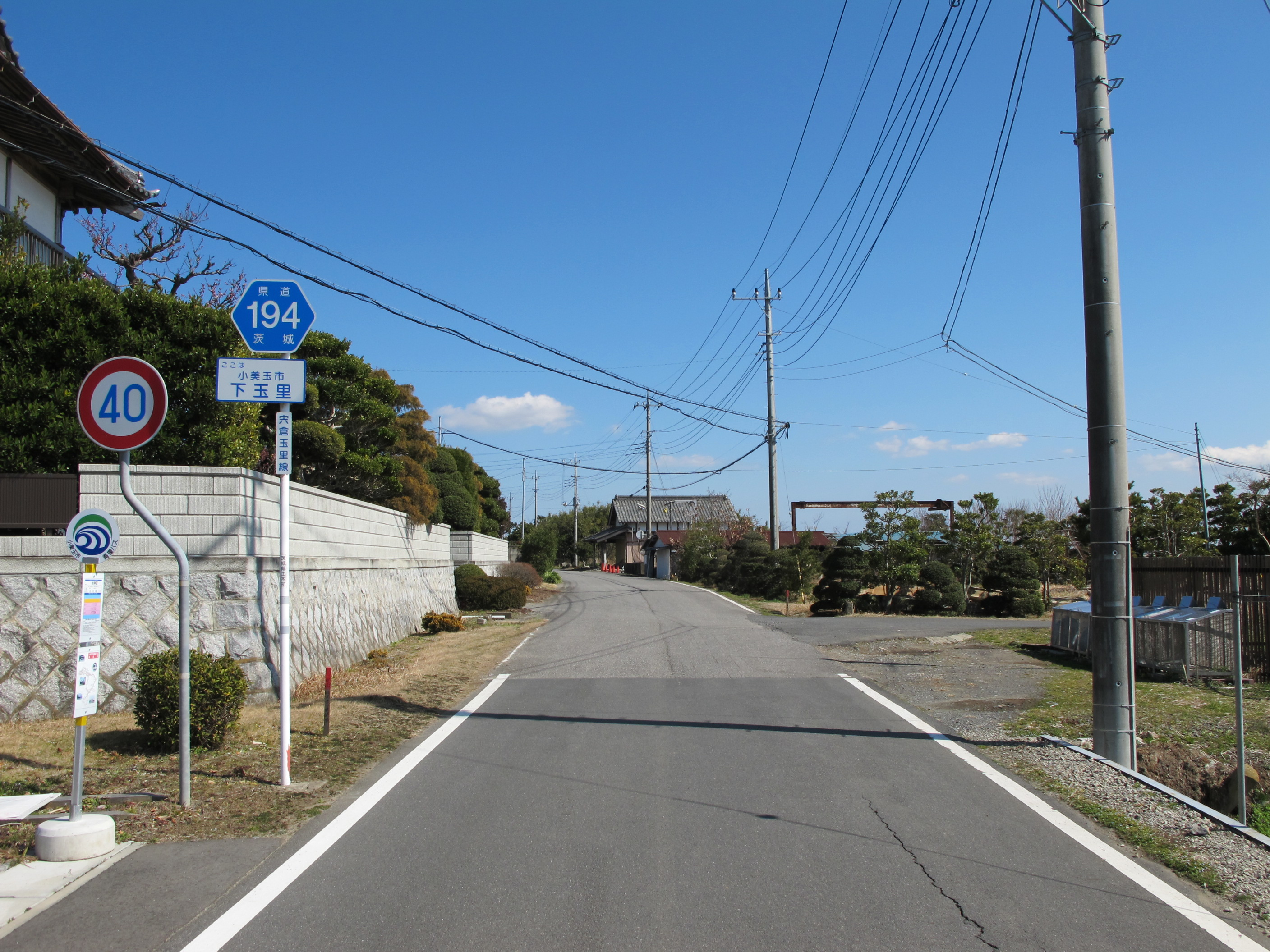
茨城県道194号宍倉玉里線
小美玉市下玉里（2014年3月）
この位置は玉里側の分断地点で、ここより終点まで県道が続く。

茨城県道194号宍倉玉里線（いばらきけんどう194ごう ししくらたまりせん）は、茨城県かすみがうら市から小美玉市までを結ぶ一般県道である。

## 概要
かすみがうら市宍倉と小美玉市（旧・玉里村）の国道355号交点までを南北に連絡する一般県道であるが、経路の中間区域は霞ヶ浦によって分断されており全線開通していない。このため、路線名に反して地域間をつなぐ道路の性格は無く、沿線の農耕・生活のための道路の性格を持つ。

### 路線データ
- 起点：茨城県かすみがうら市宍倉（茨城県道118号石岡田伏土浦線交点）[1]
- 終点：茨城県小美玉市川中子（国道355号交点）
- 総延長：6.879 km[2]
- 重用延長：なし[2]
- 未供用延長：0.940 km[2]
- 実延長：5.939 km[2]
- 自動車交通不能区間延長[注釈 1]：0.466 km[2]

## 歴史
1959年（昭和34年）10月14日、新たな県道として新治郡出島村大字宍倉を起点とし、新治郡玉里村を終点とする区間を本路線とする県道宍倉玉里線として茨城県が県道路線認定した。
1995年（平成7年）に整理番号194となり現在に至る。

### 年表
- 1959年（昭和34年）10月14日
路線認定（図面対照番号205）[3]。道路の区域は、新治郡出島村大字宍倉の県道石岡田伏土浦線分岐から新治郡玉里村大字上玉里の県道常陸小川停車場線交点までと決定した[1]。
- 1970年（昭和45年）4月27日：新治郡玉里村大字下玉里 - 大字川中子（1.23 km）を道路改良供用開始[4]。
- 1995年（平成7年）3月30日：整理番号262から現在の番号（整理番号194）に変更[5]。

## 路線状況
全区間に渡り道路改良はすすんでおらず1〜1.5車線で、特に石岡市井関地内の道路は、最小幅員が2.7 m と狭い。
ほぼ幹線道路として機能しておらず、沿線住民が生活道路として利用する以外は、交通不能区間もあるために利便性も良いとはいえず、交通量はかなり少ない。

### 交通不能区間
石岡市と小美玉市の市境の部分は、霞ヶ浦（高浜入）により分断されており、通行できない。関係市町村で組織する「霞ヶ浦二橋建設促進期成同盟」は、この交通不能区間のあたりでの架橋を実現に近づけるため活動をしているが、現在、具体的な架橋の計画はない。

## 地理
宍倉側は新治台地から霞ケ浦沿岸低地にかけての沿線は、平地林や田畑のある農村地域で所々に住宅があり、起点付近の道路は勾配やカーブ・曲り角が所々あり線形が悪い。玉里側は平坦な低地となっており、沿線は住宅と霞ヶ浦湖岸沿いにレンコン水田地帯が広がっている。

### 通過する自治体
- 茨城県
  - かすみがうら市 - 石岡市 - 小美玉市

### 交差する道路
- 茨城県道118号石岡田伏土浦線（茨城県かすみがうら市宍倉）
- 国道355号（茨城県小美玉市川中子）

### 沿線
- 霞ヶ浦